# Rosa 'Heritage'
'Heritage' ('AUSblush' es el nombre del obtentor registrado), es un cultivar de rosa que fue conseguido en Reino Unido en 1984 por el rosalista británico David Austin.

## Descripción
'Heritage' es una rosa moderna cultivar del grupo « English Rose Collection ».
El cultivar procede del cruce de planta de semillero x 'Iceberg' (floribunda, Kordes 1958).
Las formas arbustivas del cultivar tienen porte arqueado que alcanza más de 120 a 130 cm de alto con 120 cm de ancho. Tallos con espinas escasas o falta de ellas. Las hojas son de color verde oscuro mate de tamaño medio, follaje coriáceo.
Sus delicadas flores de color rosa sueve. Fuerte fragancia de limón. 40 pétalos. El diámetro medio de 3,5. Medianamente grandes, completos (26-40 pétalos), en pequeños grupos, en forma de copa a plana, en cuartos, rosetón. 
Florece en oleadas a lo largo de la temporada. Primavera o verano son las épocas de máxima floración, si se le hacen podas más tarde tiene después floraciones dispersas.

## Origen
El cultivar fue desarrollado en Reino Unido por el prolífico rosalista británico David Austin en 1984. 'Heritage' es una rosa híbrida tetraploide con ascendentes parentales de planta de semillero x 'Iceberg' (floribunda, Kordes 1958).
El obtentor fue registrado bajo el nombre cultivar de 'AUSblush' por David Austin en 1984 y se le dio el nombre comercial de exhibición 'Heritage'™.
También se le reconoce por los sinónimos de 'AUSblush', y 'Roberta'.
- La rosa 'Heritage' fue introducida en Australia con la patente "Australia - Application No: 1990/047  on  17 Apr 1990".[1]
- La rosa 'Heritage' fue introducida en Nueva Zelanda con la patente "New Zealand - Patent No: 437  on  16 Aug 1998".[1]

## Cultivo
Aunque las plantas están generalmente libres de enfermedades, es posible que sufran de punto negro en climas más húmedos o en situaciones donde la circulación de aire es limitada. Se desarrollan mejor a pleno sol. En América del Norte son capaces de ser cultivadas en USDA Hardiness Zones 5b a 10b. La resistencia y la popularidad de la variedad han visto generalizado su uso en cultivos en todo el mundo.
Puede ser utilizado para las flores cortadas, jardín o portador guía. Vigorosa. En la poda de Primavera es conveniente retirar las cañas viejas y madera muerta o enferma y recortar cañas que se cruzan. En climas más cálidos, recortar las cañas que quedan en alrededor de un tercio. En las zonas más frías, probablemente hay que podar un poco más que eso. Requiere protección contra la congelación de las heladas invernales.

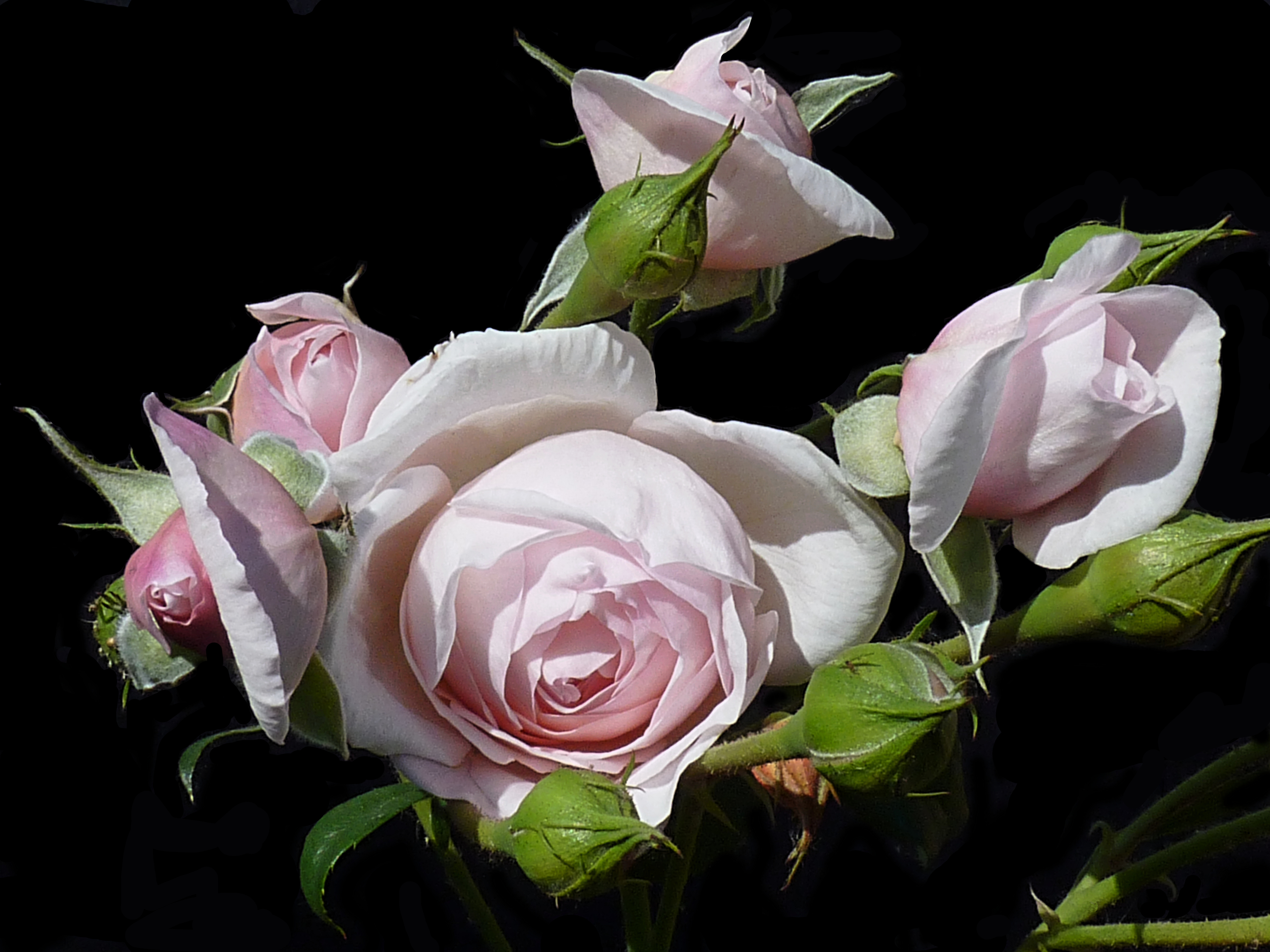
Capullos de la Rosa 'Heritage'
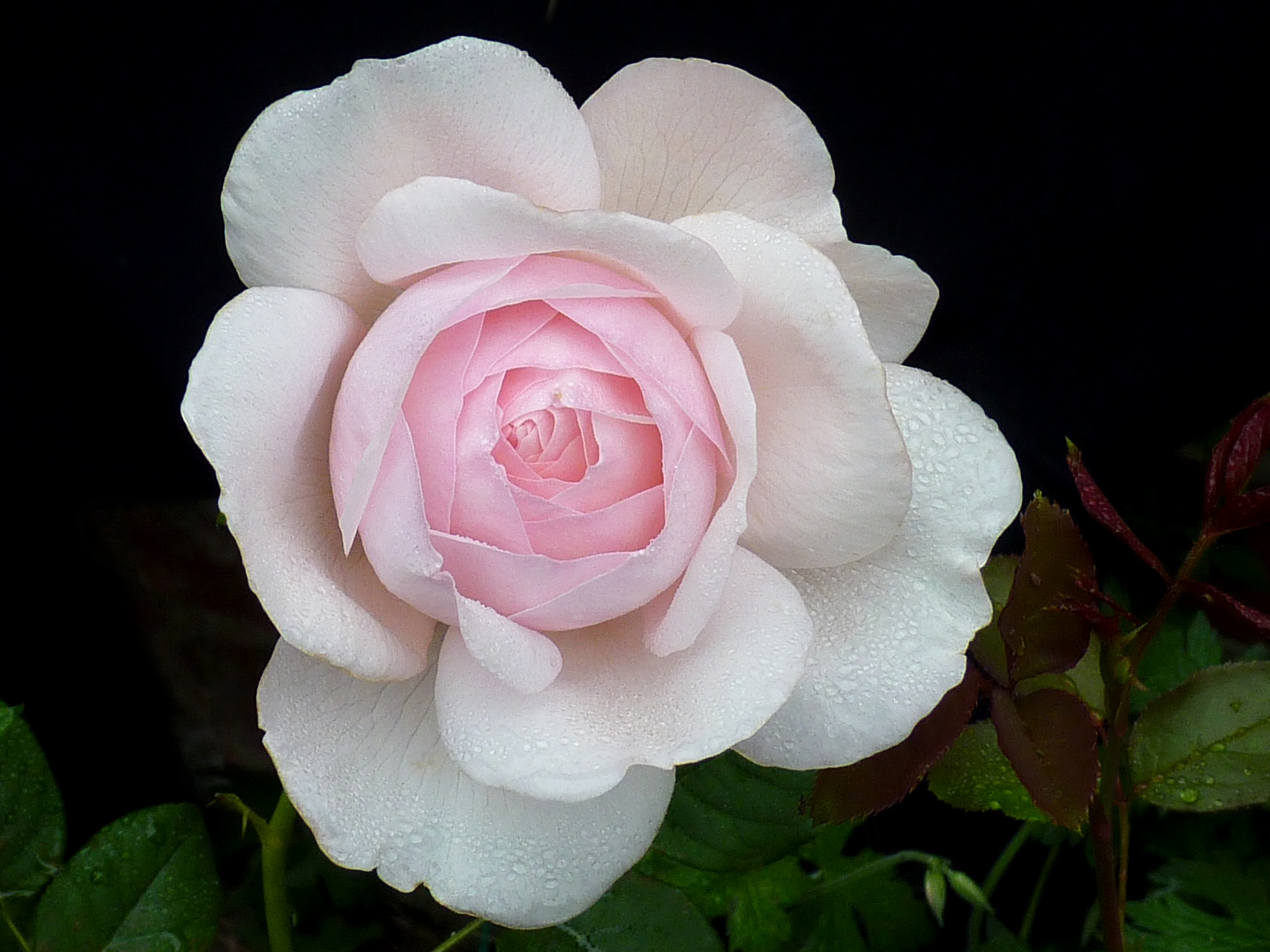
Rosa 'Heritage'
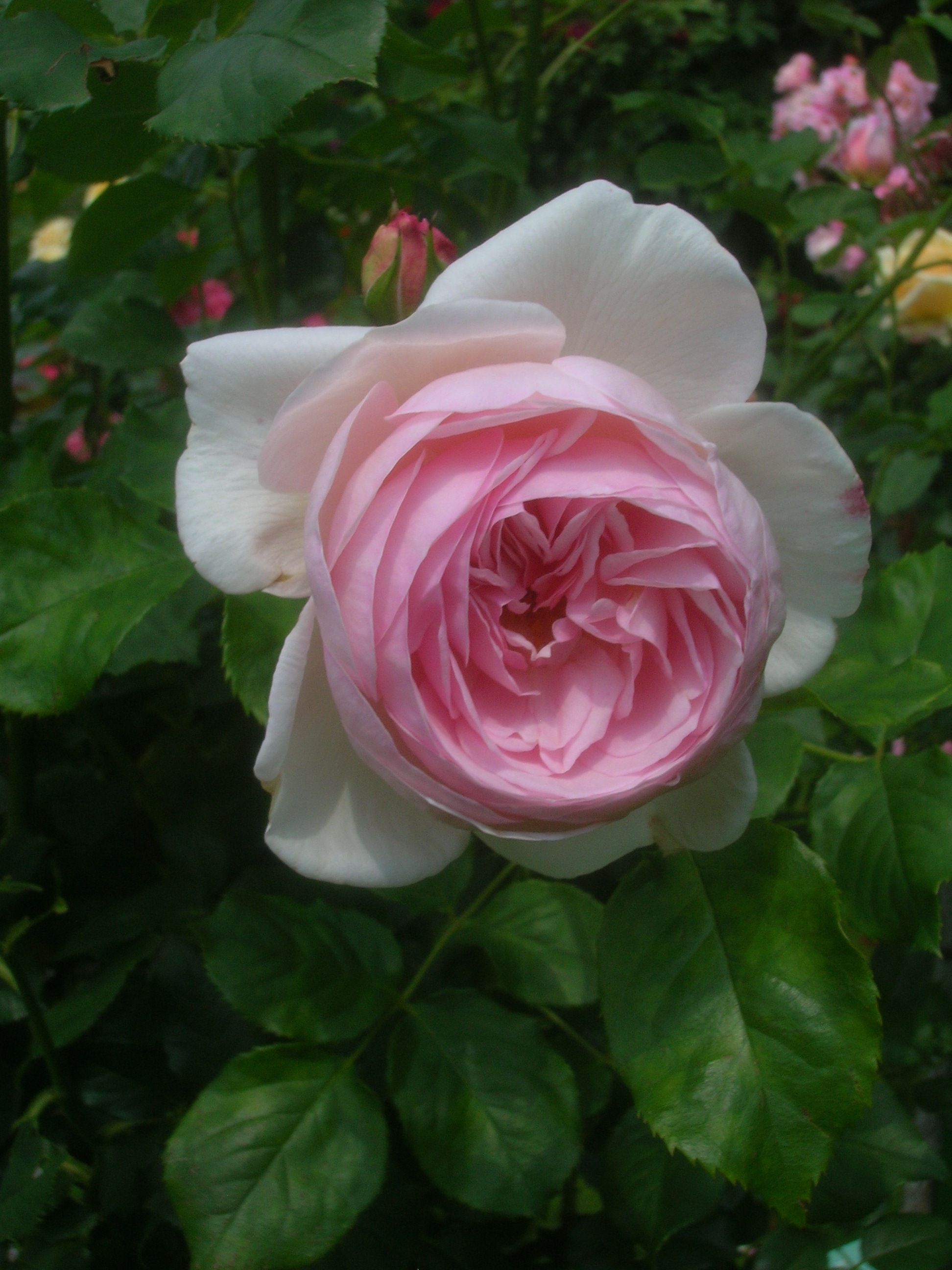
Rosa 'Heritage'
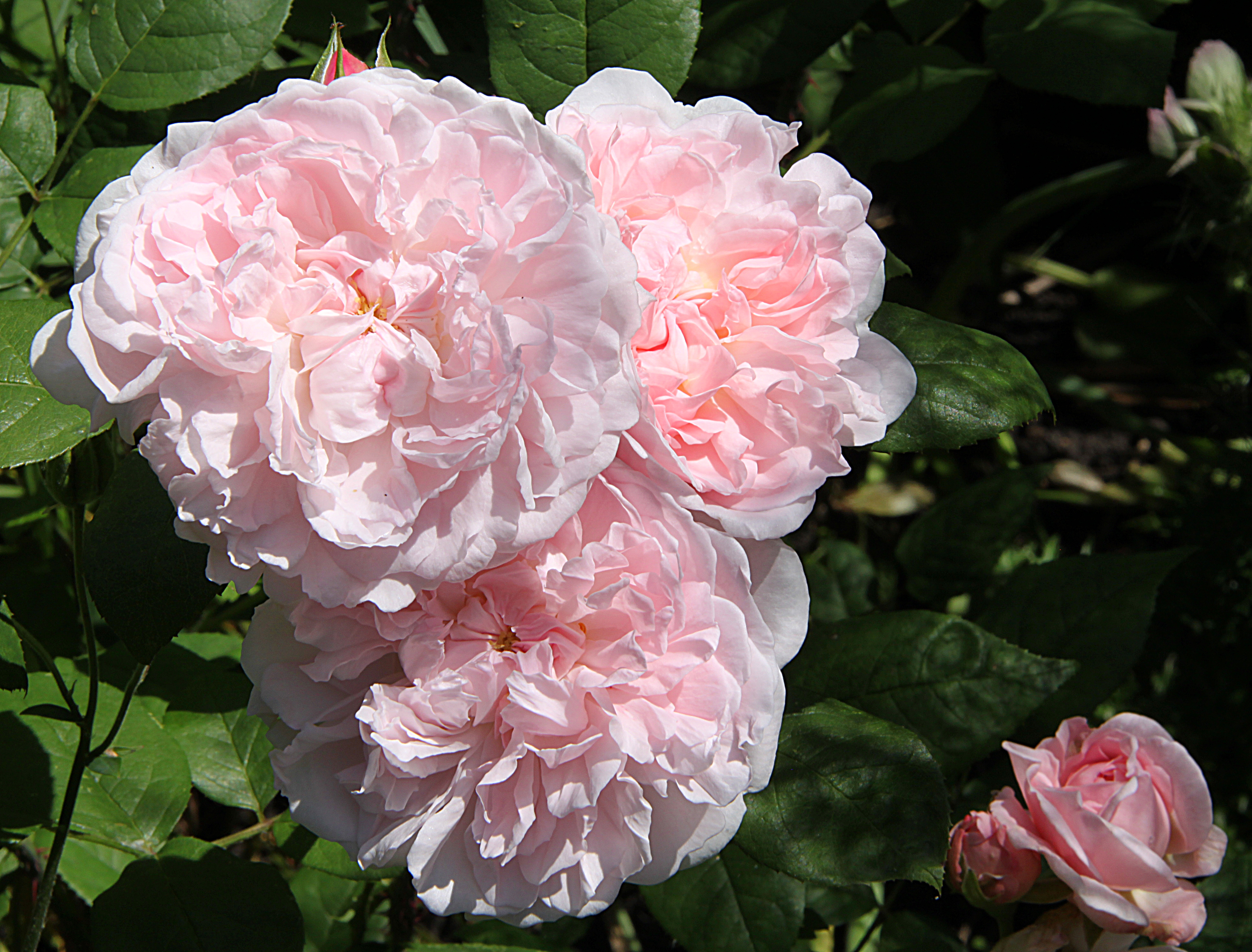
Rosa 'Heritage'

## Obtentoresyvariedadesderivadas
Debido a las cualidades deseables de la rosa 'Heritage' se ha utilizado como ascendente parental en cruces para obtener nuevas variedades de rosas.

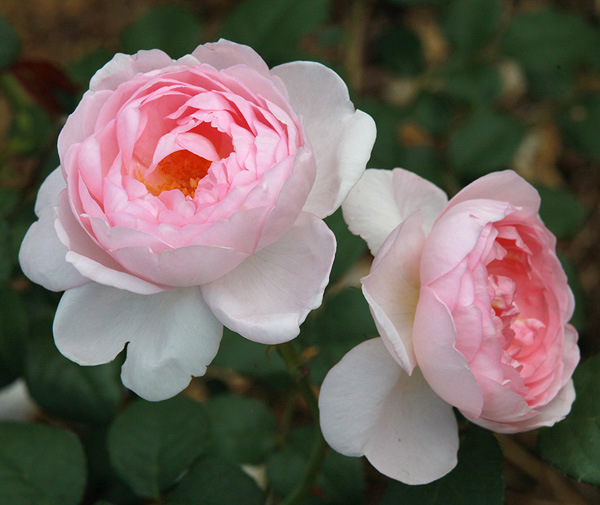
Rosa 'Scepter'd Isle', Austin 1989. Cruce de 'Wife of Bath' x  'Heritage'